# ニクラス・エクルンド
ニクラス・エクルンド（Niklas Eklund, 1969年7月24日 - 2025年4月10日）は、スウェーデンのトランペット奏者。
ヨーテボリの生まれ。トランペット奏者だった父ベンクトから音楽の手ほどきを受け、ヨーテボリ大学の音楽学校でボー・ニルソンの薫陶を受けて音楽学を学んだ。その後、バーゼル・スコラ・カントルムでエドワード・ターにトランペットを学んでバロック・トランペットの演奏法に習熟する一方、ギー・トゥーヴロンやピエール・ティボーらの指導も受けた。バーゼル放送交響楽団の首席トランペット奏者を経て、1996年にアルテンブルク国際バロック・トランペット・コンクールで優勝してソリストとして活動するようになった。
2025年4月10日に死去。56歳没。